# Crepidula onyx
Crepidula onyx là một loài ốc biển có mang, là động vật thân mềm chân bụng sống ở biển trong họ Calyptraeidae

.